# Episodi de La signora in giallo (prima stagione)
La prima stagione della serie televisiva La signora in giallo è stata trasmessa per la prima volta negli Stati Uniti sul canale CBS tra il 30 settembre 1984 e il 21 aprile 1985. 
La stagione è stata preceduta da un film pilot ed è composta da 21 episodi nella versione originale e da 22 in quella italiana.
Questa differenza è dovuta al fatto che il film è stato trasmesso in Italia come primo episodio della serie regolare. Inoltre, per esigenze di palinsesto, il film, che dura il doppio di un episodio normale, è stato spesso e volentieri diviso in due parti, trasmesse singolarmente o di seguito durante le varie repliche.
In Italia, tutti gli episodi della stagione tranne l'ultimo sono stati trasmessi, in disordine e in prima visione, dal 1º giugno 1988 al 13 maggio 1991 su Rai 1. L'ultimo episodio invece è stato trasmesso per la prima volta su Rete 4 solo il 24 giugno 2016.
| nº    | Titolo originale              | Titolo italiano                | Prima TV USA      | Prima TV Italia   |
| ----- | ----------------------------- | ------------------------------ | ----------------- | ----------------- |
| Pilot | The Murder of Sherlock Holmes | Chi ha ucciso Sherlock Holmes? | 30 settembre 1984 | 1º giugno 1988    |
| 1     | Deadly Lady                   | Delitto a Cabot Cove           | 7 ottobre 1984    | 29 giugno 1988    |
| 2     | Birds of a Feather            | Delitto al night               | 14 ottobre 1984   | 15 giugno 1988    |
| 3     | Hooray for Homicide           | Il cadavere ballò a mezzanotte | 28 ottobre 1984   | 8 giugno 1988     |
| 4     | It's a Dog's Life             | Vita da cane                   | 4 novembre 1984   | 13 luglio 1988    |
| 5     | Lovers and Other Killers      | Tra amanti e assassini         | 18 novembre 1984  | 6 luglio 1988     |
| 6     | Hit, Run and Homicide         | Morte teleguidata              | 25 novembre 1984  | 24 agosto 1988    |
| 7     | We're Off to Kill the Wizard  | Il gran mago Orazio            | 9 dicembre 1984   | 22 giugno 1988    |
| 8     | Death Takes a Curtain Call    | Delitto alla ribalta           | 16 dicembre 1984  | 7 settembre 1988  |
| 9     | Death Casts a Spell           | Un delitto impossibile         | 30 dicembre 1984  | 21 settembre 1989 |
| 10    | Capitol Offense               | Mentire è un'arte              | 6 gennaio 1985    | 14 settembre 1988 |
| 11    | Broadway Malady               | Il morbo di Broadway           | 13 gennaio 1985   | 20 luglio 1988    |
| 12    | Murder to a Jazz Beat         | Delitto a Dixieland            | 3 febbraio 1985   | 10 agosto 1988    |
| 13    | My Johnny Lies over the Ocean | Crociera con delitto           | 10 febbraio 1985  | 27 luglio 1988    |
| 14    | Paint Me a Murder             | Omicidio sull'isola            | 17 febbraio 1985  | 17 agosto 1988    |
| 15    | Tough Guys Don't Die          | Quale dei tre?                 | 24 febbraio 1985  | 21 giugno 1989    |
| 16    | Sudden Death                  | Un omicida tra i Leopardi      | 3 marzo 1985      | 31 agosto 1988    |
| 17    | Footnote to Murder            | Delitto con dedica             | 10 marzo 1985     | 13 maggio 1991    |
| 18    | Murder Takes the Bus          | Viaggio col morto              | 17 marzo 1985     | 9 agosto 1989     |
| 19    | Armed Response                | Clinica di lusso               | 31 marzo 1985     | 28 giugno 1989    |
| 20    | Murder at the Oasis           | Delitto all'oasi               | 7 aprile 1985     | 5 luglio 1989     |
| 21    | Funeral at Fifty-Mile         | Doppio funerale                | 21 aprile 1985    | 24 giugno 2016    |

## Chi ha ucciso Sherlock Holmes? (parti 1 e 2)
- Titolo originale: The Murder of Sherlock Holmes
- Diretto da: Corey Allen
- Scritto da: Peter S. Fischer, William Link e Richard Levinson

### Trama
Jessica Fletcher, supplente di inglese e scrittrice a tempo perso, è sorpresa e un po' seccata quando suo nipote Grady le comunica di avere consegnato un suo romanzo a un editore. Le vendite però vanno bene e la professoressa viene invitata a New York dal suo editore Preston Giles. Fra i due scatta immediatamente una reciproca simpatia e Preston invita Jessica a una festa in maschera nella sua villa di campagna. La serata si protrae fino a tardi e il giorno dopo uno degli ospiti viene ritrovato morto nella piscina. Qualcuno gli ha sparato e Jessica, anche per aiutare Preston, non può tenere a freno la sua innata curiosità.
- Altri interpreti: Brian Keith (Caleb McCallum), Anne Francis (Louise McCallum), Ned Beatty (Roy Gunderson), Arthur Hill (Preston Giles), Herb Edelman (George), Tricia O'Neil (Ashley Vickers), Dennis Patrick (Dexter Baxendale), Michael Horton (Grady Fletcher)

## Delitto a Cabot Cove
- Titolo originale: Deadly Lady
- Diretto da: Corey Allen
- Scritto da: Peter S. Fischer

### Trama
Un violento uragano si abbatte su Cabot Cove e al porto giunge la richiesta di soccorso di uno yacht in difficoltà. Purtroppo è impossibile prestare soccorso ai malcapitati e il mattino dopo la barca attracca. A bordo vi sono le quattro sorelle Earl, figlie di un ricco industriale. Le donne dichiarano che il padre è stato gettato fuori bordo da una violenta ondata durante la tempesta. Avendo a che fare con una famiglia facoltosa, lo sceriffo Tupper decide di essere prudente e di attendere il ritrovamento del cadavere prima di dichiarare che si tratta di morte accidentale. Per buona misura chiede l'intervento della signora Fletcher, che ha appena accolto in casa sua un anziano signore stranamente somigliante a Stephen Earl, il presunto cadavere.
- Altri interpreti: Claude Akins (Cap. Ethan Cragg), Howard Duff (Ralph/Stephen Earl), Marilyn Hassett (Maggie Earl), Richard Hatch (Terry Jones), Anne Lockhart (Grace Earl Lamont), Dack Rambo (Brian Shelby), Tom Bower (Jonathan Bailey)

## Delitto al night
- Titolo originale: Birds of a Feather
- Diretto da: John Llewellyn Moxey
- Scritto da: Robert E. Swanson

### Trama
Jessica si reca a San Francisco per partecipare al matrimonio di sua nipote Vicky con l'aspirante attore Howard Griffin. Purtroppo la giovane teme che il futuro marito la stia tradendo e chiede alla zia di accompagnarla nel night dove forse Howard incontra la sua amante. Una volta giunte nel locale, però, alle due donne spetta una doppia sorpresa: il proprietario del night è appena stato assassinato e il principale indiziato è Howard, che si esibisce ogni sera in veste di "chanteuse".
- Altri interpreti: Bart Braverman (Bill Patterson), Jeff Conaway (Howard Griffin), Genie Francis (Victoria Brandon), Dick Gautier (Mike Dupont), Harry Guardino (Lt. Floyd Novack), Gabe Kaplan (Freddy York), Martin Landau (Al Drake), Carol Lawrence (Candice Drake), Barbara Rhoades (Barbara Stevenson), William Phipps (Charlie)

## Il cadavere ballò a mezzanotte
- Titolo originale: Hooray for Homicide
- Diretto da: Richard Colla
- Scritto da: Robert Van Scoyk

### Trama
Dopo avere scoperto alla televisione che il suo primo romanzo sta per diventare un film pieno di musica, sesso e violenza, Jessica parte alla volta di Hollywood per protestare. Il produttore Jerry Lydecker è un uomo arrogante e ben poco disposto al dialogo, che le spiega di avere comprato i diritti del libro e che quindi Jessica non può più avere alcuna voce in capitolo. Quando Lydecker viene trovato assassinato, la signora Fletcher diventa uno dei principali indiziati.
- Altri interpreti: Claude Akins (Cap. Ethan Cragg), Melissa Sue Anderson (Eve Crystal), John Astin (Ross Hayley), Samantha Eggar (Marta Quintessa), James MacArthur (Allan Gebhart), Virginia Mayo (Elinor), Ron Palillo (Norman Lester), John Saxon (Jerry Lydecker), Morgan Stevens (Scott Bennett), Lyle Waggoner (Marty Strindberg), Marianne McAndrew (Sunny Finch)

## Vita da cane
- Titolo originale: It's a Dog's Life
- Diretto da: Seymour Robbie
- Scritto da: Mark Giles e Linda Shank

### Trama
Il milionario Denton Langley invita Jessica Fletcher a partecipare a una battuta di caccia alla volpe in una delle sue tenute. La caccia è appena incominciata, quando il cavallo del padrone di casa, un animale anziano e mansueto, si imbizzarrisce, disarcionandolo. Denton Langley muore sul colpo, ma c'è chi pensa che il cavallo sia stato drogato e che quindi si tratti di un omicidio. Le sorprese continuano con la lettura del testamento. A parte alcuni lasciti, tutto il patrimonio del defunto andrà al suo cane Teddy.
- Altri interpreti: Cathryn Damon (Morgana Cramer), Dean Jones (Marcus Boswell), Lenore Kasdorf (Trish Langley), Jared Martin (Spencer Langley), Dan O'Herlihy (Denton Langley), Lynn Redgrave (Abby Benton Freestone), Forrest Tucker (Tom Cassidy), Gregory Walcott (Isaiah Potts), Cherie Currie (Echo Cramer), Byron Cherry (Deputato Will Roxie), James Hampton (veterinario), Robert Cornthwaite (il coroner), Donna Anderson (Miss Sampson)

## Tra amanti e assassini
- Titolo originale: Lovers and Other Killers
- Diretto da: Allen Reisner
- Scritto da: Peter S. Fischer

### Trama
Rispondendo all'invito del suo vecchio amico, il preside Edmund Gerard, Jessica si reca a Seattle per tenere alcune conferenze all'università. Temendo di non potere far fronte a tutti i suoi impegni, assume il segretario David Tolliver, un giovane intraprendente che riesce a conquistare la sua fiducia con la grande competenza professionale e un sottile senso dell'umorismo. Quando Tolliver viene accusato di avere ucciso un'anziana signora durante un furto, Jessica decide di provarne l'innocenza.
- Altri interpreti: Grant Goodeve (Jack Schroeder), Peter Graves (Dr. Edmund Gerard), Greg Morris (Lt. Andrews), Lois Nettleton (Amelia), Andrew Prine (Prof. Todd Lowery), Andrew Stevens (David Tolliver), Lory Walsh (Lila Schroeder)

## Morte teleguidata
- Titolo originale: Hit, Run and Homicide
- Diretto da: Alan Cooke
- Scritto da: Gerald K. Siegel

### Trama
Durante l'annuale picnic per i padri fondatori di Cabot Cove, un'auto priva di guidatore tenta di investire Charles Woodley, un uomo d'affari venuto a trovare l'ex dipendente Daniel O'Brien. Daniel è un inventore che ormai si è ritirato e si limita a sfornare strani congegni nel suo laboratorio, ma sostiene di non avere mai invitato Charles Woodley, anzi di non sopportare né lui, né il suo degno socio Dean Merrill. Charles è all'ospedale con la gamba in trazione, quando Merrill viene investito dalla stessa auto e muore.
- Altri interpreti: Claude Akins (Cap. Ethan Cragg), Edward Albert (Tony Holiday), June Allyson (Katie Simmons), Tom Bosley (sceriffo Amos Tupper), Patti D'Arbanville (Leslie Andler), Van Johnson (Daniel O'Brien), Stuart Whitman (Charles Woodley), Bruce Gray (Dean Merrill), Lois Foraker (Eliza Bates), Paddi Edwards (Lois Hoey), Dee Croxton (Cora McIntyre)

## Il gran mago Orazio
- Titolo originale: We're Off to Kill the Wizard
- Diretto da: Walter Grauman
- Scritto da: Gerald K. Siegel e Peter Fischer

### Trama
Mentre si trova in visita presso sua nipote Carol, Jessica viene invitata all'inaugurazione di un parco di divertimenti di proprietà del Gran Mago Orazio, al secolo Orazio Baldwin. La scrittrice non è molto entusiasta, ma si lascia convincere da Billy e Cindy, i figli di Carol. Sul posto, Baldwin insiste per assicurarsi la presenza della scrittrice in un nuovo parco, questa volta improntato su delitti e violenza, ma Jessica rifiuta decisamente e pensa di avere chiuso per sempre il discorso con il sedicente mago. Quando però Orazio Baldwin viene trovato morto, apparentemente suicida in una stanza chiusa dall'interno, Jessica collabora con suo nipote Bert per dimostrare che si tratta di un omicidio.
- Altri interpreti: Christine Belford (Erica Baldwin), James Coco (Horatio Baldwin), Kim Darby (Laurie Bascomb), George DiCenzo (Michael Gardner), Gene Evans (Nils Highlander), Richard Sanders (Arnold Megrim), John Schuck (Cap. Davis), James Stephens (Lt. Bert Donovan), Kristoffer Tabori (Phillip Carlson), Anne Kerry Ford (Carol Donovan), Joaquin Phoenix (Billy Donovan), Summer Phoenix (Cindy Donovan)

## Delitto alla ribalta
- Titolo originale: Death Takes a Curtain Call
- Diretto da: Allen Reisner
- Scritto da: Paul W. Cooper

### Trama
Durante una serata a teatro due ballerini sovietici scompaiono. Jessica, che ha assistito allo spettacolo, non si sarebbe aspettata di trovare i fuggiaschi, Natalia e Alexander, sulla macchina di Leo Peterson, l'amico che l'aveva accompagnata a teatro. I ballerini vorrebbero chiedere asilo politico, ma una delle guardie della sicurezza è stata ritrovata morta nel camerino. Natalia e Alexander non possono presentarsi all'ambasciata finché non sarà provata la loro innocenza e Jessica si offre di nasconderli a Cabot Cove mentre lei collabora con il maggiore Anatole Karzoff per risolvere il caso.
- Altri interpreti: Claude Akins (Cap. Ethan Cragg), Kerry Armstrong (Irina Katsa), Tom Bosley (sceriffo Amos Tupper), Dane Clark (agente dell'FBI O'Farrell), William Conrad (Anatole Karzof), George de la Peña (Alexander Masurov); Hurd Hatfield (Leo Peterson), James Carroll Jordan (Skip Fleming), Vicki Kriegler (Natalia Masurov), Paul Ryan Rudd (Palmer Eddington), Jessica Nelson (Velma Rodecker), Patrick Thomas (Dewey Johnson), Anthony De Longis (Serge Berensky), Adam Gregor (Nagy)

## Un delitto impossibile
- Titolo originale: Death Casts a Spell
- Diretto da: Allen Reisner
- Scritto da: Steven Hensley e Miyoko Hensley

### Trama
Una collaboratrice di Jessica attira la scrittrice al lago Tahoe per presentarle Cagliostro, un ipnotizzatore dal passato misterioso, sperando di convincerla a scrivere un libro su di lui. Jessica non è molto interessata, ma proprio durante il suo soggiorno nell'albergo, Cagliostro viene ucciso di fronte a sette testimoni. La curiosità di Jessica è stuzzicata dal fatto che tutti e sette i presenti erano ipnotizzati e pur avendo visto l'assassino non possono ricordare il delitto che si è consumato sotto i loro occhi.
- Altri interpreti: Diana Canova (Joan Germaine), José Ferrer (Cagliostro), Murray Hamilton (Bud Michaels), Robert Hogan (Lt. Bergkamp), Conrad Janis (Dr. Yambert), Elaine Joyce (Sheri Diamond), Brian Kerwin (Andy Townsend), Robert Loggia (Joe Kellijian), Mayf Nutter (Zack Bernard), Michelle Phillips (Regina Kellijian), Elvia Allman (Elderly Lady), Rance Howard (Fillmore)

## Mentire è un'arte
- Titolo originale: Capitol Offense
- Diretto da: John Llewellyn Moxey
- Scritto da: Peter S. Fischer

### Trama
Il rappresentante dello Stato del Maine al Congresso muore e Jessica Fletcher viene invitata a sostituirlo per un breve periodo, finché non verrà eletto un nuovo onorevole. La scrittrice prende molto sul serio il suo nuovo incarico e si trova ben presto immersa nella frenetica vita politica della capitale. Qualcuno però crede che qualcosa di strano si nasconda dietro la morte del suo predecessore.
- Altri interpreti: Edie Adams (Kaye Sheppard), Herschel Bernardi (detective Avery Mendelsohn), Linda Kelsey (Diana Simms), Stephen Macht (Dan Keppner), Nicholas Pryor (Harry Parmel), Mitchell Ryan (Ray Dixon), Gary Sandy (Joe Blinn), Mark Shera (Thor Danziger), Frank Aletter (Wendell Joyner), Colby Chester (Harold DeWitt)

## Il morbo di Broadway
- Titolo originale: Broadway Malady
- Diretto da: Hy Averback
- Scritto da: Tom Sawyer

### Trama
L'ex stella di Broadway, Rita Bristol, sta per tornare sul palcoscenico con una commedia musicale prodotta da suo figlio Barry. Rita è felice di dividere la scena con la figlia Patti e tutto andrebbe per il meglio, se non fosse per l'atteggiamento burbero del regista. Nel progetto è coinvolto un entusiasta Grady Fletcher che, appena ottenuto il lavoro, invita a New York la celebre zia per farle conoscere Rita. Una sera dopo le prove, un rapinatore attende Patti e Barry all'uscita del teatro e, preso dal panico, spara un colpo che ferisce la ragazza. Barry reagisce e lo uccide, ma Patti finisce all'ospedale in gravi condizioni. La polizia di New York liquida rapidamente il caso come una tentata rapina, ma questa facile soluzione non convince Jessica.
- Altri interpreti: Milton Berle (Lew Feldman), Vivian Blaine (Rita Bristol), Elaine Giftos (Lonnie Valerian), Gregg Henry (Barry Bristol), Michael Horton (Grady Fletcher), Lorna Luft (Patti Bristol), Robert Morse (Marc Faber), Patrick O'Neal (Si Parrish), Gregory Sierra (detective Moreno), Barbara Whinnery (Gretchen Pashko), Sharee Gregory (Kate Metcalf)

## Delitto a Dixieland
- Titolo originale: Murder to a Jazz Beat
- Diretto da: Walter Grauman
- Scritto da: Paul Savage e David Abramowitz

### Trama
Jessica deve registrare una puntata del programma "Oggi New Orleans" e ne approfitta per immergersi nella magica atmosfera della capitale del Dixieland. Il musicista Ben Coleman, durante un concerto si accascia al suolo privo di vita. A prima vista si direbbe che l'uomo sia stato colpito da infarto, ma Jessica nota alcuni particolari che ha appena inserito in un suo libro e che fanno pensare a un avvelenamento da curaro.
- Altri interpreti: Olivia Cole (Callie Coleman), Bradford Dillman (detective Simeon Kershaw), George Kirby (Eubie Sherwin), Cameron Mitchell (Dr. Aaron Kramer), Garrett Morris (Lafayette Duquesne), Ed Nelson, (Carl Turnball), Clive Revill (Jonathan Hawley), Stan Shaw (Eddie Walters), Bobby Sherman (Jimmy Firth), Glynn Turman (Ben Coleman)

## Crociera con delitto
- Titolo originale: My Johnny Lies over the Ocean
- Diretto da: Seymour Robbie
- Scritto da: Peter S. Fischer

### Trama
Pamela Crane, è vittima di un profondo esaurimento nervoso scatenatosi in seguito alla morte del marito. Suo padre, Marshall MacGill, pensa che per farla reagire non ci sia niente di meglio di una bella crociera, magari con sua sorella Jessica Fletcher, donna sensibile e disponibile. Pamela è felice di trascorrere una vacanza con la sua zia preferita, ma una volta a bordo, strani avvenimenti la perseguitano, impedendole di dimenticare la morte del suo Johnny.
- Altri interpreti: Paul Carafotes (Ramon), Jason Evers (Dr. Marshall MacGill), Rosemary Forsyth (Dr. Andrea Jeffreys Reed), Lynda Day George (Diane Shelley), Vicki Lawrence (Phoebe Carroll), Belinda Montgomery (Pamela Crane), Leslie Nielsen (capitano Daniels), Andrew Parks (Russell Tompkins), Lawrence Pressman (George Reed), Jo Anne Worley (Carla Raymond), Don Dubbins (Dr. Carmichael)

## Omicidio sull'isola
- Titolo originale: Paint Me a Murder
- Diretto da: John Llewellyn Moxey
- Scritto da: Peter S. Fischer

### Trama
Jessica è invitata alla festa di compleanno di Diego Santana, un quotato pittore che vive su una splendida e remota isola del Mediterraneo con la sua famiglia. Quando Jessica arriva, l'uomo le confida di essere scampato a un attentato e ora teme per la sua vita. Purtroppo gli sforzi di Jessica e dell'Ispettore Kyle per proteggerlo sono inutili e Diego viene ritrovato sulla spiaggia, ucciso da una freccia che è stata sparata da una balestra. Jessica e il poliziotto si uniscono per trovare il colpevole e assicurarlo alla giustizia.
- Altri interpreti: Fernando Allende (Miguel Santana), Capucine (Belle Chaney), Judy Geeson (Elaine McComber), Robert Goulet (Willard Kaufmann), Stewart Granger (Sir John Landry), Steven Keats (Stefan Conrad), Ron Moody (ispettore Henry Kyle), Cristina Raines (Margo Santana), Cesar Romero (Diego Santana), Pepe Hern (Antonio), Alma Beltran (Rosa)

## Quale dei tre?
- Titolo originale: Tough Guys Don't Die
- Diretto da: Seymour Robbie
- Scritto da: Peter S. Fischer

### Trama
Miles è un investigatore privato che svolge delle ricerche per conto di Jessica Fletcher. Quando l'uomo viene ucciso, la scrittrice si sente responsabile e decide di cercare il colpevole. Il socio di Miles, un uomo burbero di nome Harry McGraw, non è felice all'idea di dover collaborare con una dilettante, ma rivela a Jessica che Archie stava lavorando a tre casi. Adesso i due devono scoprire a quale delle tre indagini può essere collegato l'omicidio di Miles.
- Altri interpreti: Barbara Babcock (Priscilla Daniels), John Furey (Larry King), Nancy Lee Grahn (Erin Carey), John McMartin (Gavin Daniels), Jerry Orbach (Harry McGraw), Gerald S. O'Loughlin (Ray Kravitz), Alex Rocco (Ernie Santini), Fritz Weaver (giudice Lambert), Paul Winfield (detective Starkey), Floyd Levine (Archie Miles), Margery Nelson (Alma Leonard), Rosanna Huffman (Connie Miles), Tina Lifford (Leora Cargill)

## Un omicida tra i Leopardi
- Titolo originale: Sudden Death
- Diretto da: Edward M. Abroms
- Scritto da: Robert E. Swanson

### Trama
Jessica eredita da suo zio Cirus alcune azioni di una squadra di football americano. Da principio non è molto interessata a questa inaspettata eredità, ma quando gli altri azionisti le offrono ingenti somme pur di acquisire il suo misero 5%, decide di andare a vedere di persona come funziona il team dei Leopardi. Trova ad accoglierla una situazione tesa, in cui uno degli azionisti sta cercando di ottenere la maggioranza per trasferire la squadra in una città più grande, mentre tutti gli altri, compresa Jessica, sono contrari. Sembra che ci sia addirittura chi è disposto a uccidere, purché i Leopardi rimangano nella loro città d'origine.
- Altri interpreti: John Beck (Web McCord), Warren Berlinger (Pat Patillo), Dick Butkus (Tank Mason), David Doyle (Brad Lockwood), Caitlyn Jenner (Zak Farrell), Gary Lockwood (Harris Talmadge), James McEachin (Grover Dillon), Allan Miller (Phil Kreuger), Jan Smithers (Kathy Farrell), Tim Thomerson (Lt. Clyde Pitts), Elizabeth Savage (Mavis Kreuger)

## Delitto con dedica
- Titolo originale: Footnote to Murder
- Diretto da: Peter Crane
- Scritto da: Robert E. Swanson

### Trama
Mentre si trova a New York insieme al suo amico poeta Horace Lynchfield, la signora Fletcher ha modo di conoscere molti suoi colleghi scrittori, fra cui il borioso Hemsley Post che, dopo sette anni di silenzio, annuncia la prossima uscita del suo capolavoro, un libro ambientato in Vietnam. Durante la festa Post ha un'accesa discussione con Horace e, quando il giorno dopo viene ritrovato morto, l'amico di Jessica è il primo ad essere sospettato. Horace ha trascorso la serata a ubriacarsi e non è in grado di dire cosa ha fatto nella notte, anche se è quasi sicuro di non avere ucciso nessuno, perciò Jessica decide di trovare le prove che dimostreranno la sua innocenza.
- Altri interpreti: Vincent Baggetta (Frank Lapinski), Talia Balsam (Debbie Delancey), Morgan Brittany, (Tiffany Harrow), Constance Forslund (Lucinda Lark), Pat Harrington (Mel Comstock), Kenneth Mars (Hemsley Post), Ron Masak (Lt. Meyer), Diana Muldaur (Alexis Post), Robert Reed (Adrian Winslow), Paul Sand (Horace Lynchfield)

## Viaggio col morto
- Titolo originale: Murder Takes the Bus
- Diretto da: Walter Grauman
- Scritto da: Michael Scheff e Mary Ann Kasica

### Trama
La macchina su cui Jessica e Amos Tupper stanno viaggiando alla volta di Portland per l'annuale convegno degli sceriffi subisce un guasto. I due devono proseguire in autobus, ma a metà strada sono costretti a un'altra sosta forzata perché la pioggia violenta si infiltra nel motore. I passeggeri si rifugiano in un bar, mentre l'autista tenta di riparare il guasto. Jessica torna sull'autobus a recuperare il suo libro e scopre il cadavere di uno dei passeggeri, pugnalato alla schiena con un cacciavite. L'assassino non può essere che uno degli infreddoliti clienti del bar.
- Altri interpreti: Linda Blair (Jane Pascal), Tom Bosley (sceriffo Amos Tupper), Michael Constantine (Ben Gibbons), Terence Knox (Steve Pascal), Larry Linville (Prof. Kent Radford), Rue McClanahan (Miriam Radford), Albert Salmi (Joe Downing), Don Stroud (Carey Drayson), Mills Watson (Ralph Leary), David Wayne (Cyrus Leffingwell), John Davis Chandler (Gilbert Stoner)

## Clinica di lusso
- Titolo originale: Armed Response
- Diretto da: Gerald K. Siegel
- Scritto da: Charles S. Dubin

### Trama
Jessica è appena arrivata in aereo in Texas quando cade, slogandosi la caviglia. Viene immediatamente ricoverata in una lussuosa clinica privata e scopre ben presto che il direttore è un uomo molto difficile, che pretende il massimo dai dottori al suo servizio e che non esita a licenziarli per la minima mancanza. Proprio durante il ricovero di Jessica il direttore della clinica viene ucciso e il tenente Jenkins chiede alla signora Fletcher di aiutarlo nelle indagini.
- Altri interpreti: Eddie Bracken (Barney Ogden), Victoria Carroll (Melanie Baker), Stephen Elliott (Dr. Samuel Garver), James Gammon (Billy Don Baker), Sam Groom (Dr. Wes Kenyon), Bo Hopkins (Lt. Ray Jenkins), Martin Kove (Dr. Ellison), Kay Lenz (infermiera Jennie Wells), Kevin McCarthy (Milton Porter), Susan Oliver (infermiera Marge Horton), Martha Raye (Sadie Winthrope), Lucille Meredith (Mrs. Brindle)

## Delitto all'oasi
- Titolo originale: Murder at the Oasis
- Diretto da: Arthur Allan Seidelman
- Scritto da: Robert Van Scoyk

### Trama
Spedite le bozze del suo ultimo romanzo all'editore, la signora Fletcher vola in California a trovare Peggy, la sua amica dei tempi del college. L'ex marito di Peggy è Johnny Shannon, un famoso cantante sul viale del tramonto che ai suoi esordi non disdegnò un piccolo aiuto da parte della malavita. Insieme hanno avuto due figli, Mickey, che arrangia canzoni per conto del padre e Terry, l'eterna ribelle che cerca in ogni modo di farlo infuriare. Questa particolare famiglia abita in una villa dotata di un sistema di sicurezza praticamente infallibile, perciò quando Johnny viene trovato morto nel suo studio, è chiaro che l'assassino può essere solo una delle persone che vi abitano.
- Altri interpreti: Ed Ames (Johnny Shannon), Joey Bishop (Buster Bailey), Joseph Bottoms (Mickey Shannon), Joseph Cali (Vic LaRosa), Ken Howard (detective Barnes), Piper Laurie (Peggy Shannon), Jack O'Halloran (Lou Ross), Linda Purl (Terry Shannon), David Bowman (Chico Miller)

## Doppio funerale
- Titolo originale: Funeral at Fifty-Mile
- Diretto da: Seymour Robbie
- Scritto da: Dick Nelson

### Trama
Jessica si trova nel Wyoming per dare l'estremo saluto al suo amico Jack Carver. Dopo il funerale, parenti e amici si ritrovano nella grande casa che ormai è proprietà della figlia di Jack, Mary. L'avvocato di famiglia, Sam Breen, conferma ufficiosamente che, non esistendo alcun testamento, Mary è l'unica erede di tutte le proprietà del padre, ma uno sconosciuto, Carl Mestin, arriva all'improvviso, esibendo un testamento che lo nomina erede universale di Jack. Breen attesta l'autenticità del documento, ma Jessica non è per nulla convinta che l'uomo sia quello che dice di essere: un eroe di guerra che una volta salvò la vita a Jack.
- Altri interpreti: Noah Beery Jr. (Doc Wallace), Kathleen Beller (Mary Carver), J.D. Cannon (Bill Carmody), Clu Gulager (Carl Mestin), Donald Moffat (Tim Carver), Jeff Osterhage (Art Merrick), Cliff Potts (sceriffo Ed Potts), Stella Stevens (Sally Mestin), William Windom (avvocato Sam Breen), Brooke Alderson (Alice), Edith Diaz (Emma)